# Amphoe Ban Rai

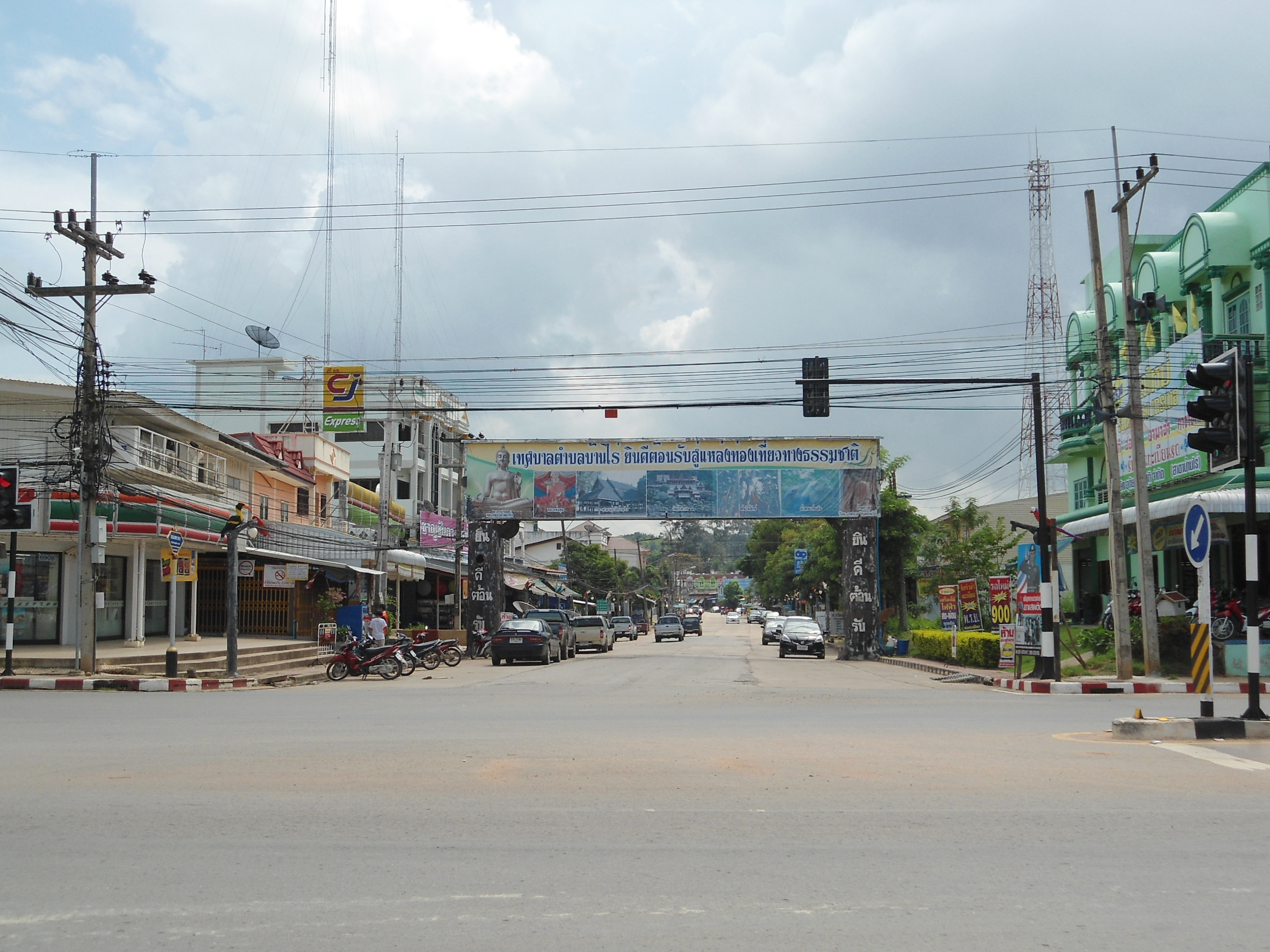
Straßenszene in Ban Rai

Amphoe Ban Rai (thailändisch อำเภอ บ้านไร่) ist ein Landkreis (Amphoe – Verwaltungs-Distrikt) der Provinz Uthai Thani. Die Provinz Uthai Thani liegt in der Nordregion von Thailand.

## Geographie
Der Landkreis Ban Rai umfasst mehr als die Hälfte der Fläche der Provinz Uthai Thani. Er ist der flächenmäßig drittgrößte Landkreis in Thailand. Ein großer Teil des Kreises wird vom Wildschutzgebiet Huai Kha Khaeng eingenommen.
Benachbarte Landkreise (von Norden im Uhrzeigersinn): Amphoe Mae Poen in der Provinz Nakhon Sawan, die Amphoe Lan Sak, Huai Khot und Nong Chang der Provinz Uthai Thani, die Amphoe Nong Mamong, Hankha und Noen Kham in der Provinz Chai Nat, Amphoe Dan Chang in der Provinz Suphan Buri, die Amphoe Si Sawat und Thong Pha Phum in der Provinz Kanchanaburi sowie Amphoe Umphang der Provinz Tak.

## Wirtschaft
Im Landkreis Ban Rai werden unter anderem handgewebte Baumwollstoffe hergestellt, die mit Seidenfäden versetzt sind. Diese Stoffe mit traditionellen Mustern sind ein Fünf-Sterne-OTOP-Produkt.

## Verwaltung

### Provinzverwaltung
Der Kreis ist in 13 Kommunen (Tambon) eingeteilt, welche sich weiter in 134 Dörfer (Muban) unterteilen.
| Nr. | Name                 | Thai           | Muban | Einw. |
| --- | -------------------- | -------------- | ----- | ----- |
| 01. | Ban Rai              | บ้านไร่          | 11    | 9.579 |
| 02. | Thap Luang           | ทัพหลวง         | 15    | 8.094 |
| 03. | Huai Haeng           | ห้วยแห้ง         | 09    | 4.792 |
| 04. | Khok Khwai           | คอกควาย        | 16    | 7.488 |
| 05. | Wang Hin             | วังหิน           | 06    | 3.366 |
| 06. | Mueang Ka Rung       | เมืองการุ้ง       | 13    | 6.970 |
| 07. | Kaen Makrut          | แก่นมะกรูด       | 04    | 1.959 |
| 09. | Nong Chok            | หนองจอก        | 15    | 5.390 |
| 10. | Hu Chang             | หูช้าง           | 13    | 6.512 |
| 11. | Ban Bueng            | บ้านบึง          | 07    | 3.495 |
| 12. | Ban Mai Khlong Khian | บ้านใหม่คลองเคียน | 08    | 3.352 |
| 13. | Nong Bom Kluai       | หนองบ่มกล้วย     | 10    | 3.318 |
| 14. | Chao Wat             | เจ้าวัด          | 07    | 3.957 |

### Lokalverwaltung
Es gibt zwei Kommunen mit „Kleinstadt“-Status (Thesaban Tambon) im Bezirk:
- Ban Rai (เทศบาลตำบลบ้านไร่) besteht aus Teilen der Tambon Ban Rai und Ban Bueng.
- Mueang Ka Rung (เทศบาลตำบลเมืองการุ้ง) besteht aus Teilen des Tambon Mueang Ka Rung.

Außerdem gibt es zwölf „Tambon-Verwaltungsorganisationen“ (องค์การบริหารส่วนตำบล – Tambon Administrative Organizations, TAO) für die Tambon oder die Teile von Tambon im Landkreis, die zu keiner Stadt gehören.